# مدمة
المِدَمَّة أو المِلَمّ أو القَشَّاشة أو مشط الحدائق أو مشط الأرض هي أداة زراعية تستخدم في تسوية الأرض وتليين تربتها وجمع الأوراق والتبن والعشب كما تستخدم في مكافحة الأعشاب الضارة كنزع الأعشاب الميتة من المساحات الخضراء، وعموماً تقوم بالمهام الزراعية التي يقوم بها المشط.
وتنقسم المدمة إلى جزئين رأس مسنن مثبت في مقبض خشبي أو معدي وتختلف أنواعها حسب المادة التي صنعت منها الرأس والغرض المرجو من استخدامها.

## أنواعها
المدمّات اليدوية الحديثة يصنع رأسها عادة من الفولاذ أو البلاستيك أو الخيزران، وقديما كانت تصنع من الخشب أو الحديد، أما المقبض فهو مصنوع إما من الخشب أو المعدن، بعض المدمّات ثنائية الجانب مصنوعة من أسنان غير حادة على شكل أهلة وتستخدم لنزع العشب الميت من المساحات الخضراء، في حين أن بعضها له أسنان طويلة على شكل مراوح قديمة الطراز الغابة منها جمع الأوراق.
أما المدمات التي لها رأس على شكل قوس وتصنع من الصلب فهي مخصصة للمهام الثقيلة كتسوية الأرض وتليين تربتها وتنقيتها من الحجارة.

## في الثقافة
إن كانت المدمة على الأرض وأسنانها للأعلى كما هو مبين في الصور بالأعلى فإن وطأها على غير قصد قد يتسبب في ارتفاع المقبض بسرعة ليصدم رأس الضحية وهذا ما نراه في رسوم الكرتون الكوميدية مثل توم وجيري وعائلة سيمبسون، وهناك مثل روسي يقول: «أن تتعثر مرتين على نفس المدمّة» "наступить дважды на одни и те же грабли" ومعناه أن يلدغ المؤمن من الجحر مرتين ويعيد ارتكاب نفس الخطأ.

## الرأس اللدن أم المعدني
يشتهر الرأس اللدن بأنه سهل التكسر وأقل فعالية في تحريك كومات الأوراق الكبيرة ويتطلب مجهودا أكثر من الرأس المعدنية.

## الصور

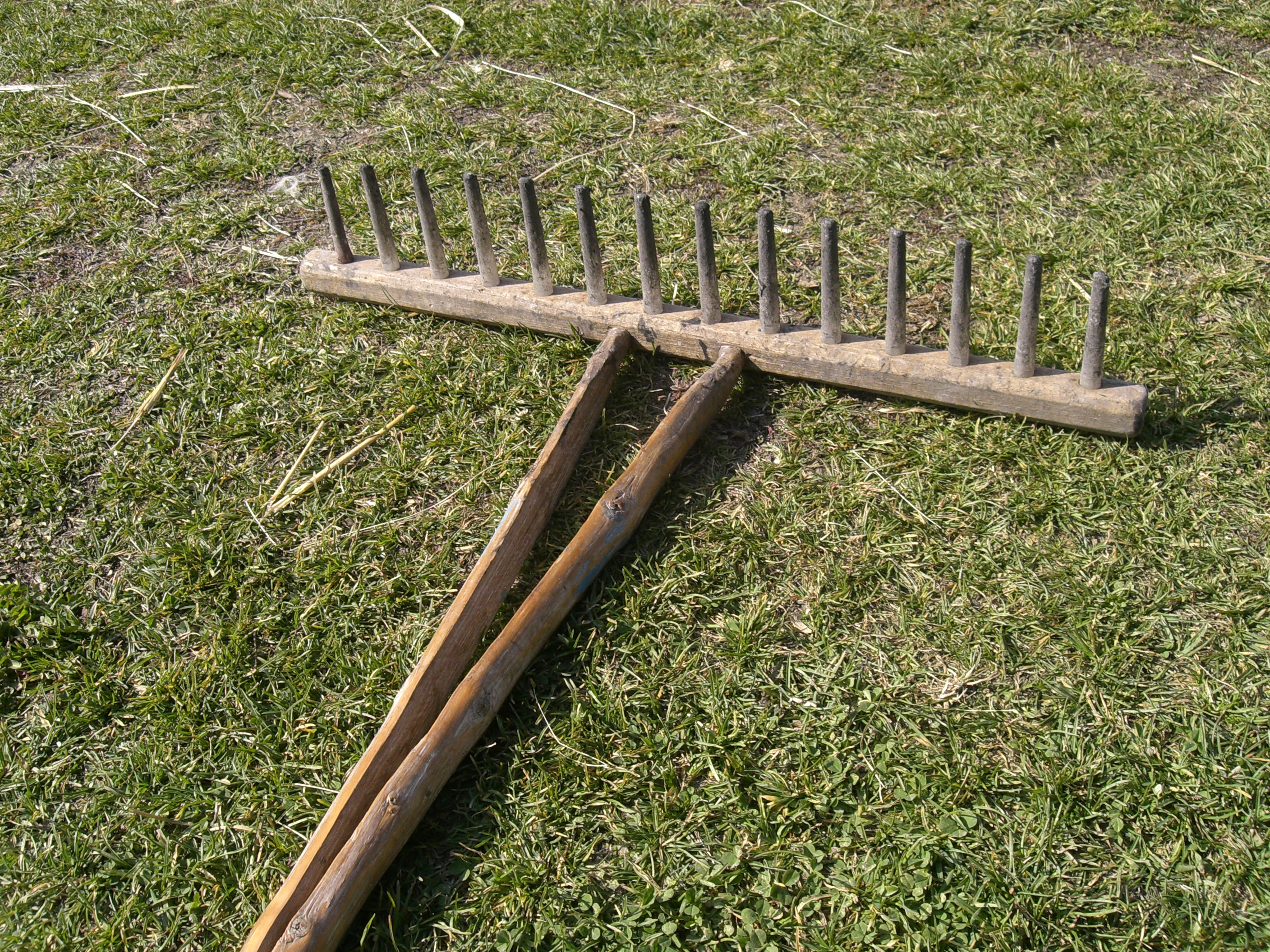
مدمة خشبية.
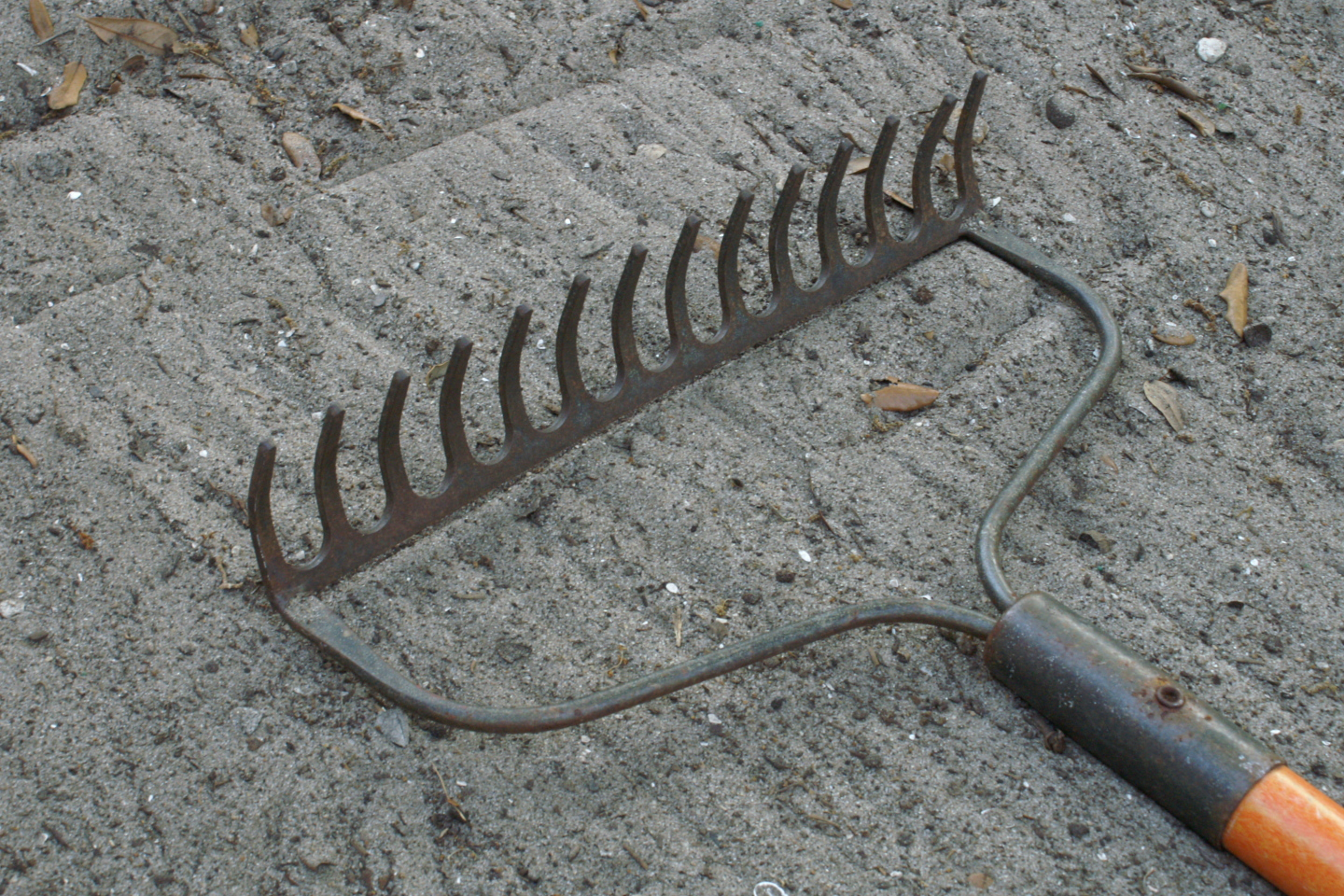
المدمة المنحنية للأعمال الثقيلة، كتسوية التربة وتنقيتها من الحجارة.
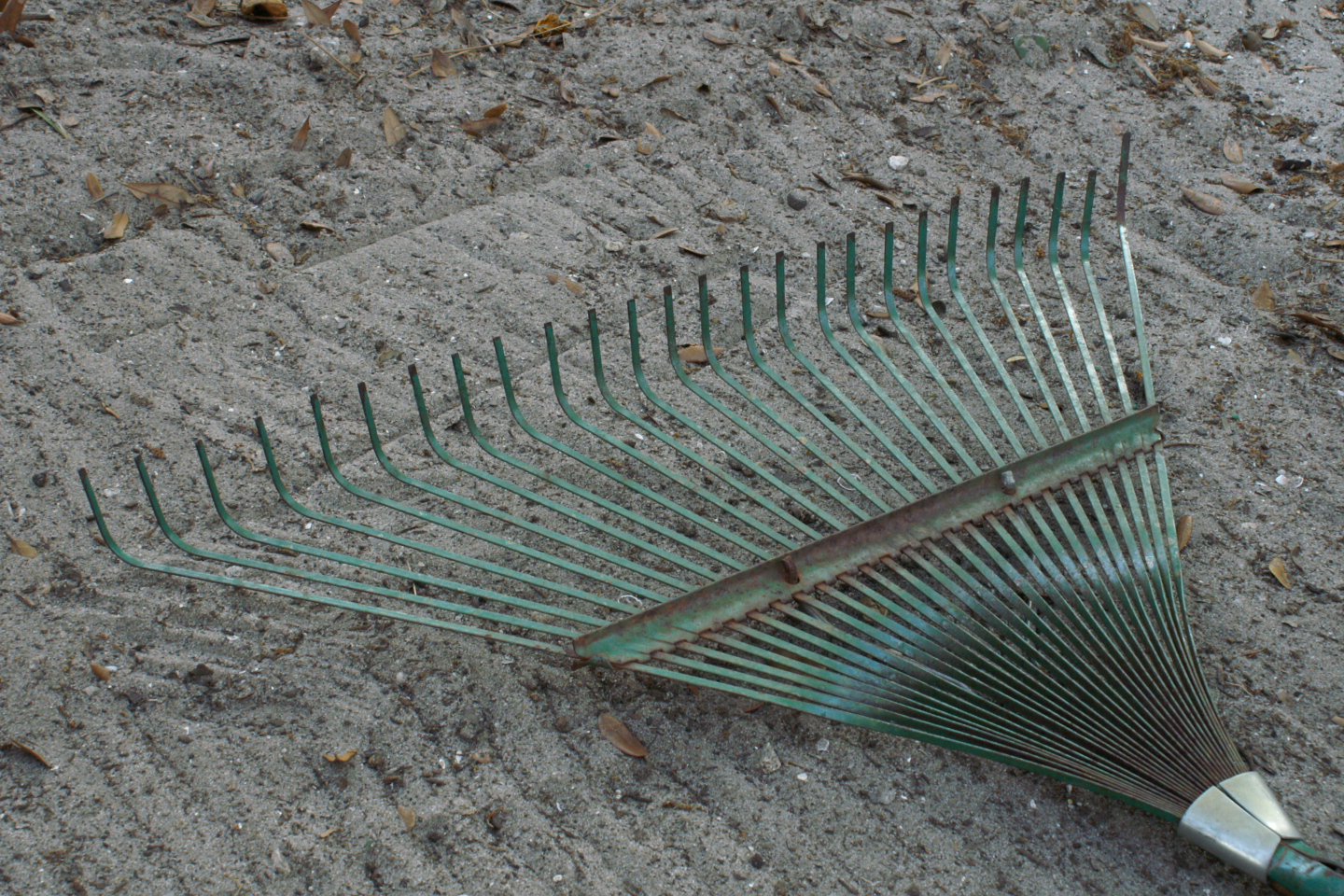
مدمة الأوراق للأعمال الخفيفة، كجمع أوراق الأشجار.